# Piaseczno (jezioro w województwie lubelskim)
Piaseczno – jezioro na Pojezierzu Łęczyńsko-Włodawskim położone w województwie lubelskim, powiecie łęczyńskim, w gminie Ludwin, we wsi Rozpłucie Pierwsze. Jezioro jest pochodzenia krasowego. Należy do najczystszych jezior w Polsce (pierwsza klasa czystości wody). W większości jezioro ma piaszczyste dno. Jezioro charakteryzuje się najwyższą na Pojezierzu przejrzystością wody (ok. 5 m).

## Fauna
W jeziorze występuje większość polskich ryb słodkowodnych. Są to (alfabetycznie): karasie, karpie, leszcze, liny, miętusy, okonie, piskorze, płocie, sielawy, sumiki karłowate (pot. koluchy), sumy, szczupaki, węgorze i wzdręgi (pot. krasnopióry). Można też spotkać raki i rzadko występujące żółwie błotne.

## Flora
W jeziorze występuje też wiele roślin pływających np.: rdestnica pływająca (Potamogeton natans), moczarka (Egeria densa), wywłócznik skrętoległy (Myriophyllum alterniflorum), grzybienie białe (Nymphaea alba) (pot.lilie wodne), grążele żółte (Nuphar lutea), trzciny i pałki.
Drzewostan: iglaste: głównie sosny, świerki; liściaste: głównie brzozy.

## Opis jeziora
Brzeg północno-zachodni graniczy z bagnami oraz torfowiskami; jezioro można obejść pieszo dookoła. Ze wszystkich stron rosną lasy mieszane.
Od strony zachodniej i północnej znajduje się kilka obiektów turystycznych, w tym ośrodek wypoczynkowy należący do Uniwersytetu Przyrodniczego w Lublinie. W głównym budynku ośrodka znajduje się siedziba sekcji żeglarskiej "Antares". Na północno-wschodnim i wschodnim brzegu jeziora zlokalizowanych jest kilkaset domów letniskowych.
Na zachodnim brzegu jeziora znajduje się pływający pomost. Jego kraniec unosi się kilka metrów nad dnem jeziora, co umożliwia bezpieczne oddawanie skoków z pomostu. Pływając w okolicach środkowej części jeziora, można zauważyć plastikowe butelki przywiązane do obiektów na dnie. Oznaczają one lokalizację atrakcji podwodnych dla nurków. Na dnie jeziora zatopiony jest niemiecki samolot Junkers pochodzący z czasów drugiej wojny światowej; stanowi on obecnie obiekt poszukiwań nurków.

## Wymiary jeziora
Jezioro ma głębokość 38,8 m (najgłębsze na Pojezierzu), powierzchnię 86 ha, długość 1,5 km i szerokość 0,8 km.

## Galeria

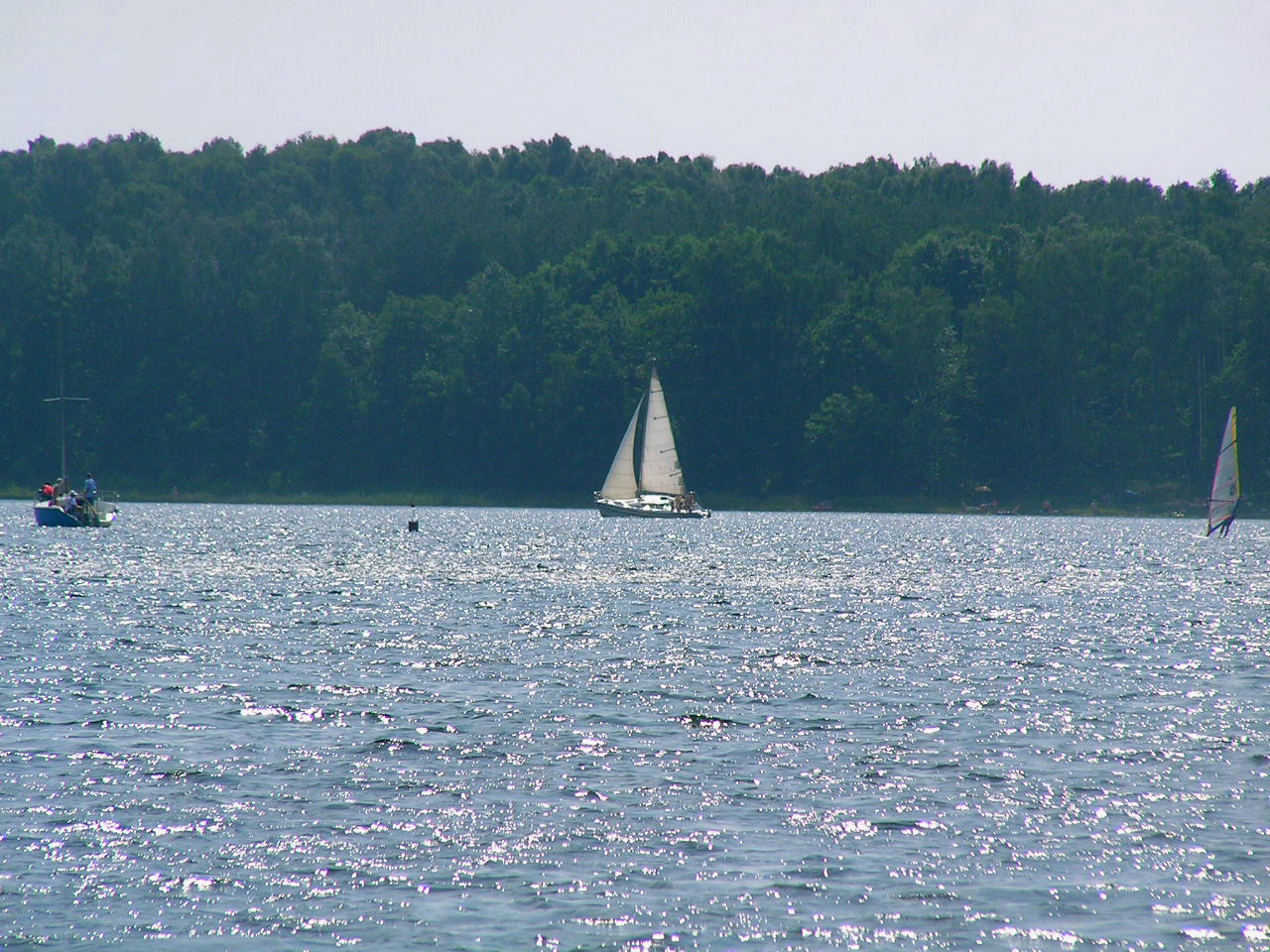
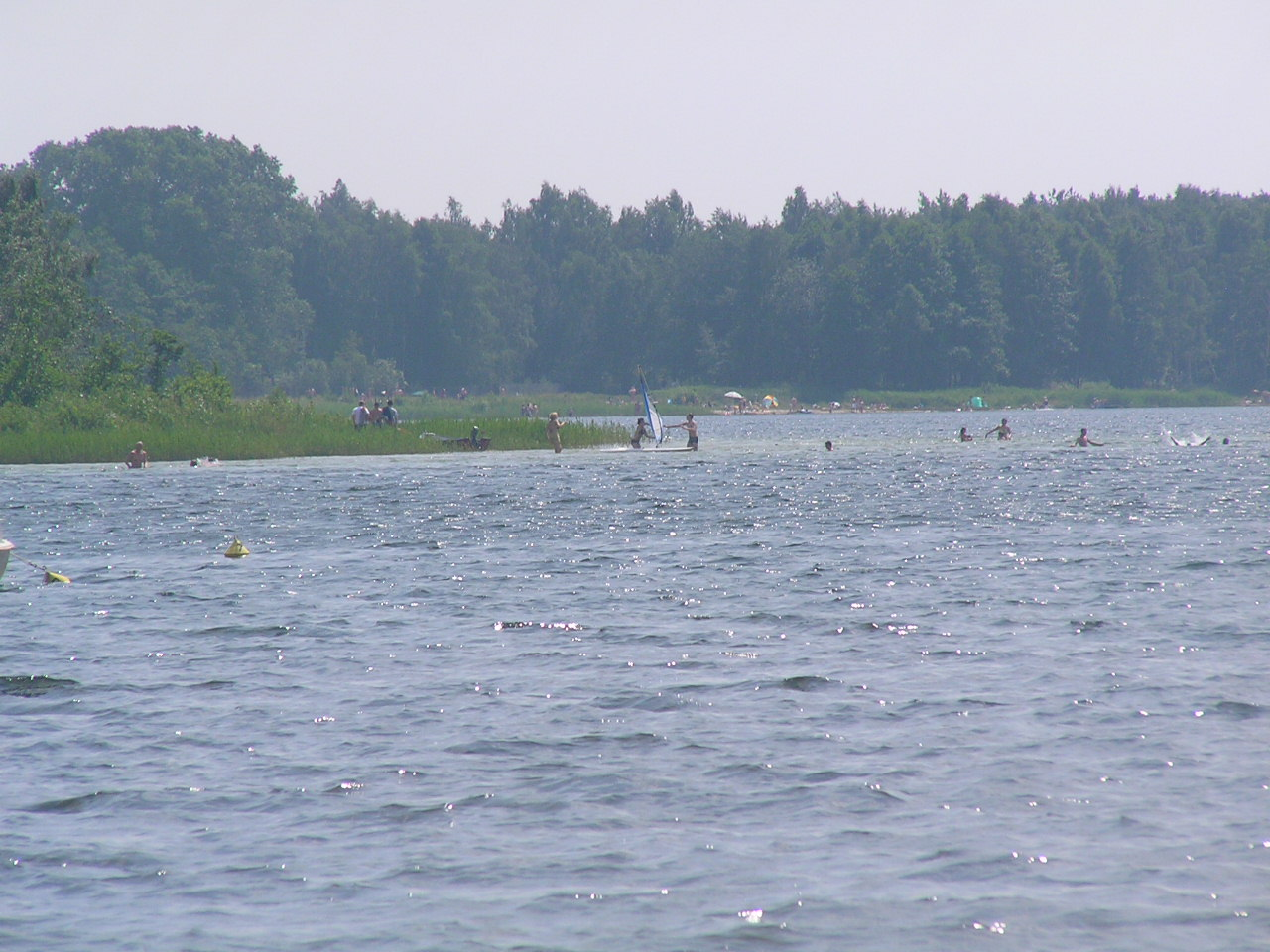
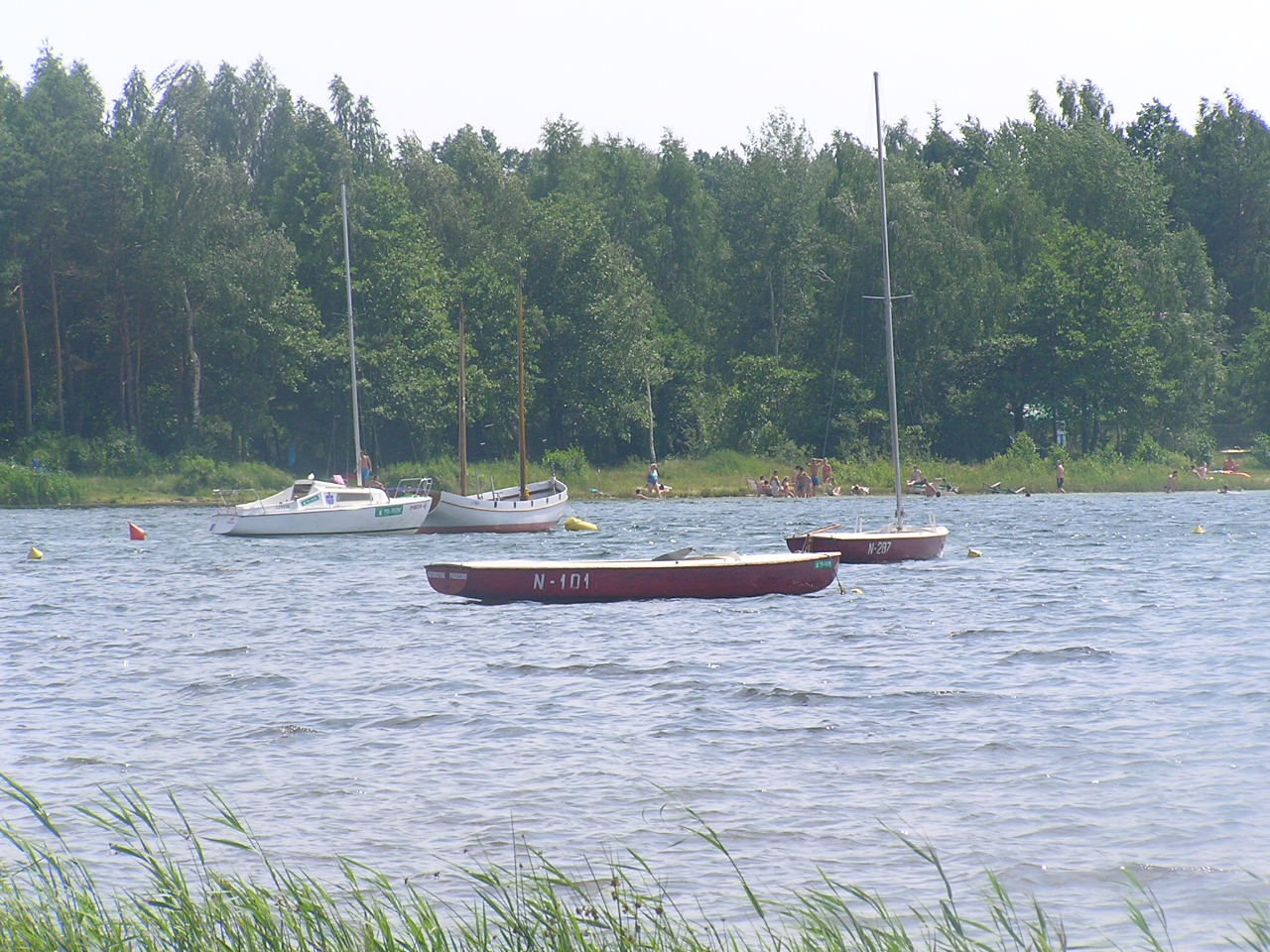
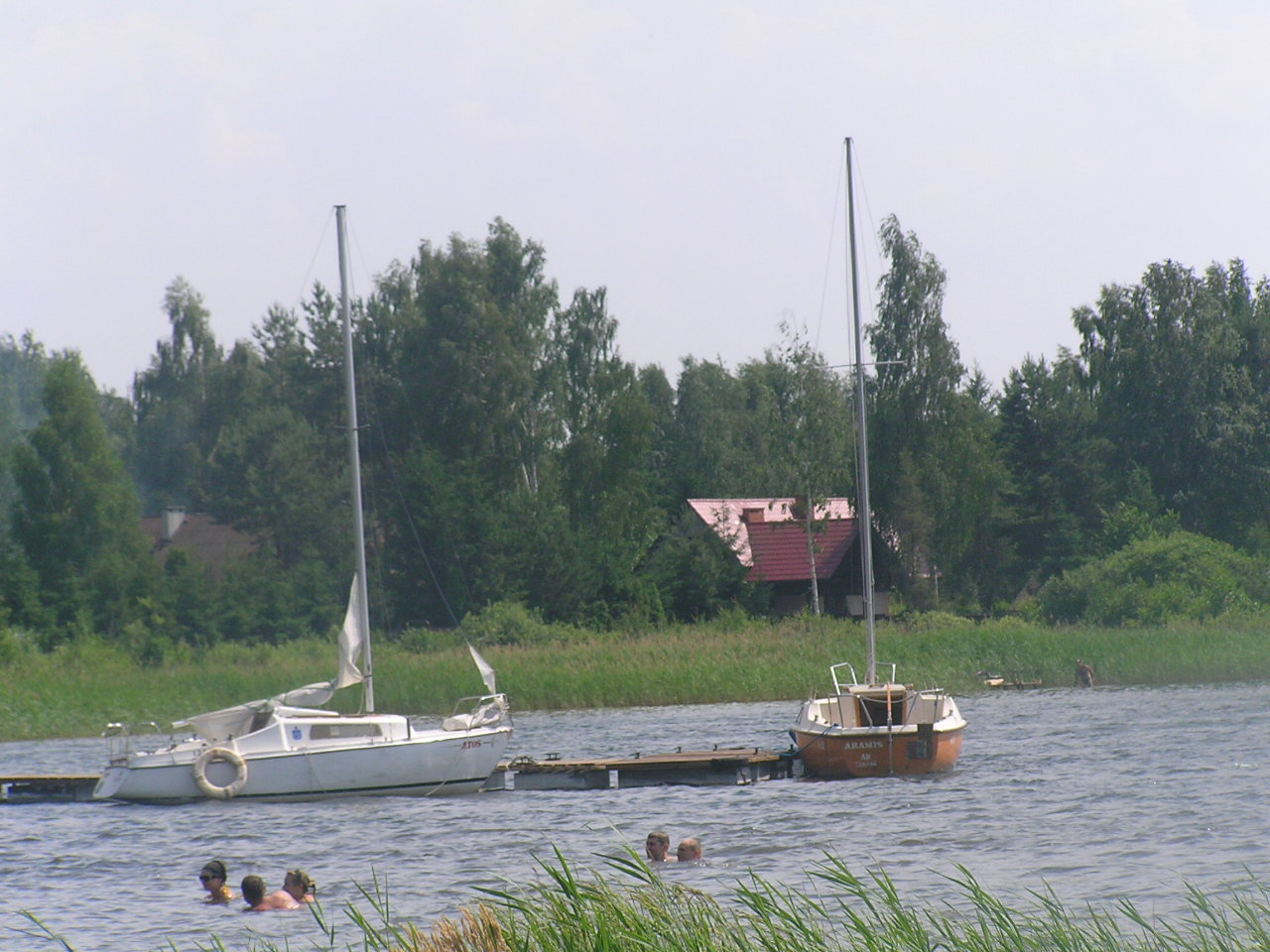